# SACLA

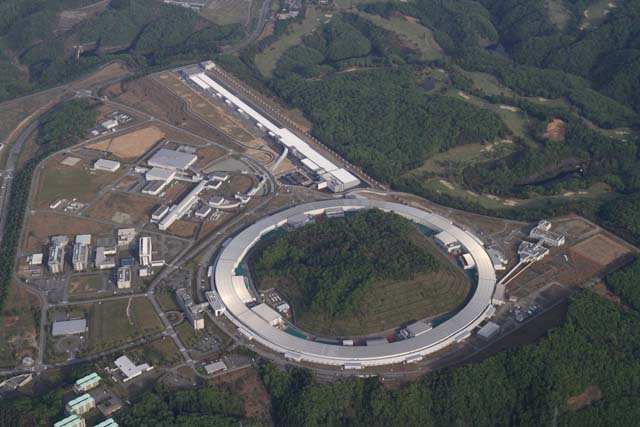
大型放射光施設SPring-8サイト全景
SPring-8蓄積リング棟（中央の円環状建物）と
SACLA（上方の直線状建物）

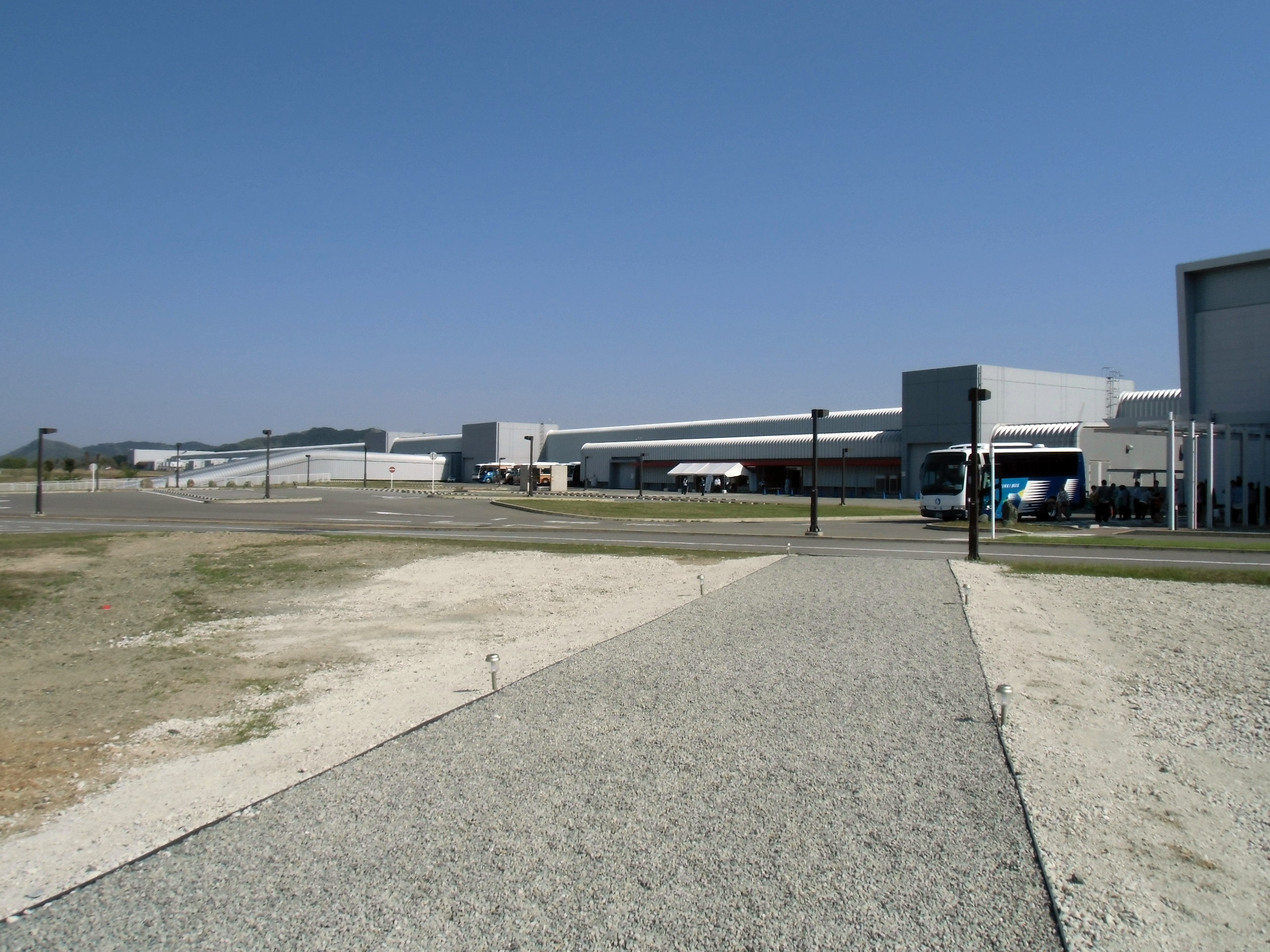
SACLA全景（2015年4月）

SACLA（さくら、SPring-8 Angstrom Compact Free Electron Laser）は、兵庫県の播磨科学公園都市内にあるX線自由電子レーザー（XFEL）施設。日本初のXFEL施設で、アメリカ合衆国に次いで世界で2番目に建設されたXFEL施設でもある。大型放射光施設SPring-8に隣接し、実験設備の一部をSPring-8と共用する。SPring-8とともに「特定先端大型研究施設の共用の促進に関する法律」（平成6年6月29日法律第78号）に云う特定放射光施設である。

## 概要
2006年3月に策定された第3期科学技術基本計画（平成18年3月28日閣議決定）において国家基幹技術の一つとして選定されたX線自由電子レーザー施設として、2006年度から独立行政法人（現・国立研究開発法人）理化学研究所（RIKEN）とSPring-8を運営する財団法人（現・公益財団法人）高輝度光科学研究センター（JASRI）が共同で施設の建設・整備を行い、2011年3月に完成、愛称は公募により「SACLA（さくら）」と決定した。同年6月7日16時10分には、調整運転開始から三ヶ月で世界最短波長となる波長0.12nm（1.2Å）のX線自由電子レーザーの発振に成功、同年7月13日には波長0.08nm（0.8Å）のレーザー発振に成功した。その後もシステムの調整運転が進められ、同年10月28日には0.063nm（0.63Å）の世界最短波長のX線レーザー生成に成功、2012年3月7日より供用運転を開始した。
SACLAは、公益財団法人日本デザイン振興会が主催する2013年度のグッドデザイン賞を受賞した。2013年から新設された「来るべき社会の礎を築くと認められる」デザインに贈られるグッドデザイン特別賞であるグッドデザイン・未来づくりデザイン賞（経済産業省商務情報政務局長賞）にも選出された。また、同年3月には「X線自由電子レーザー施設SACLAの整備と供用開始」の成果により、日刊工業新聞社が主催する「第42回日本産業技術大賞」（文部科学大臣賞）を理化学研究所播磨研究所他9団体が共同受賞した。

## 施設

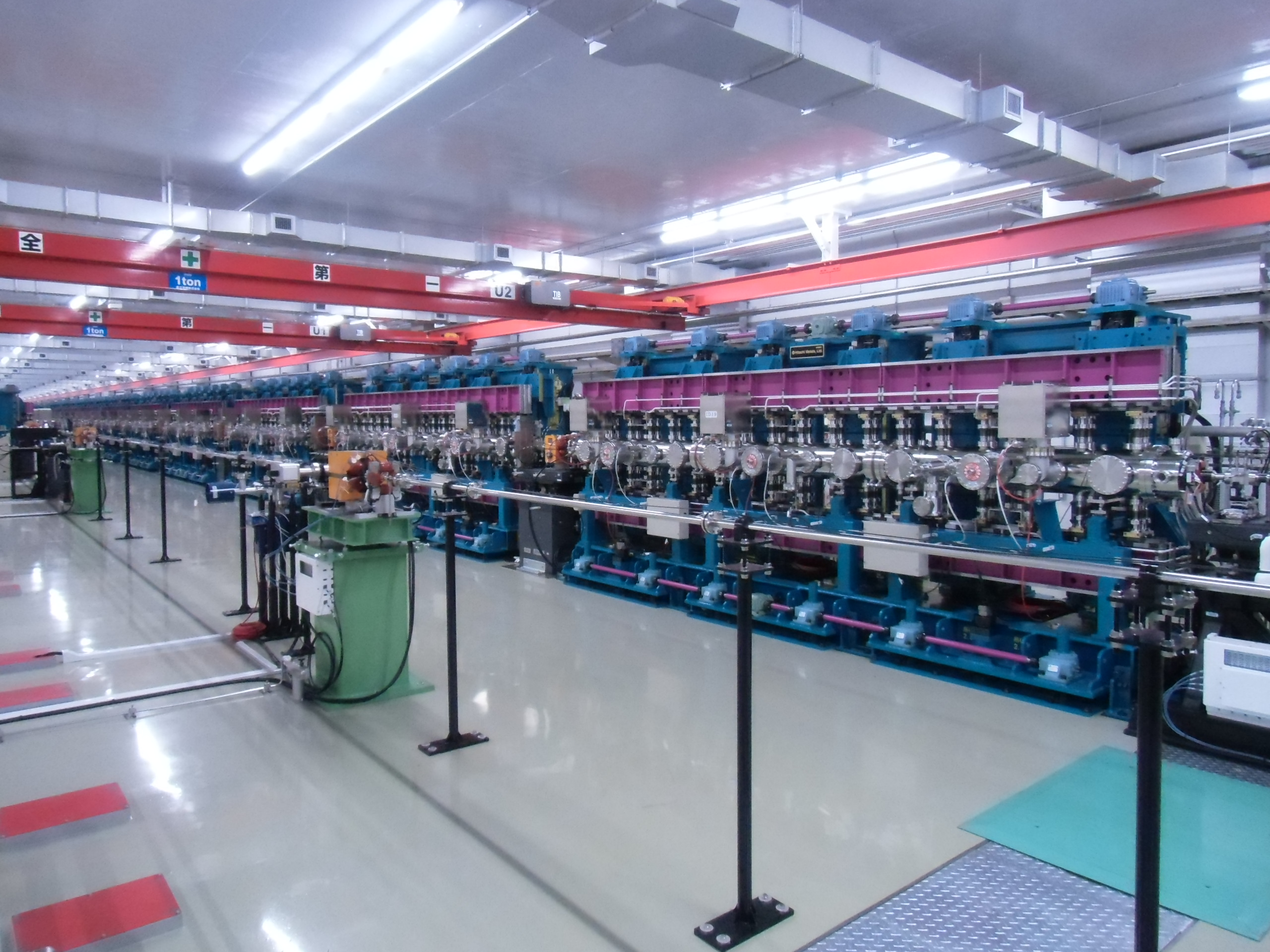
SACLA光源棟内の真空封止型短周期アンジュレータ（2015年4月）

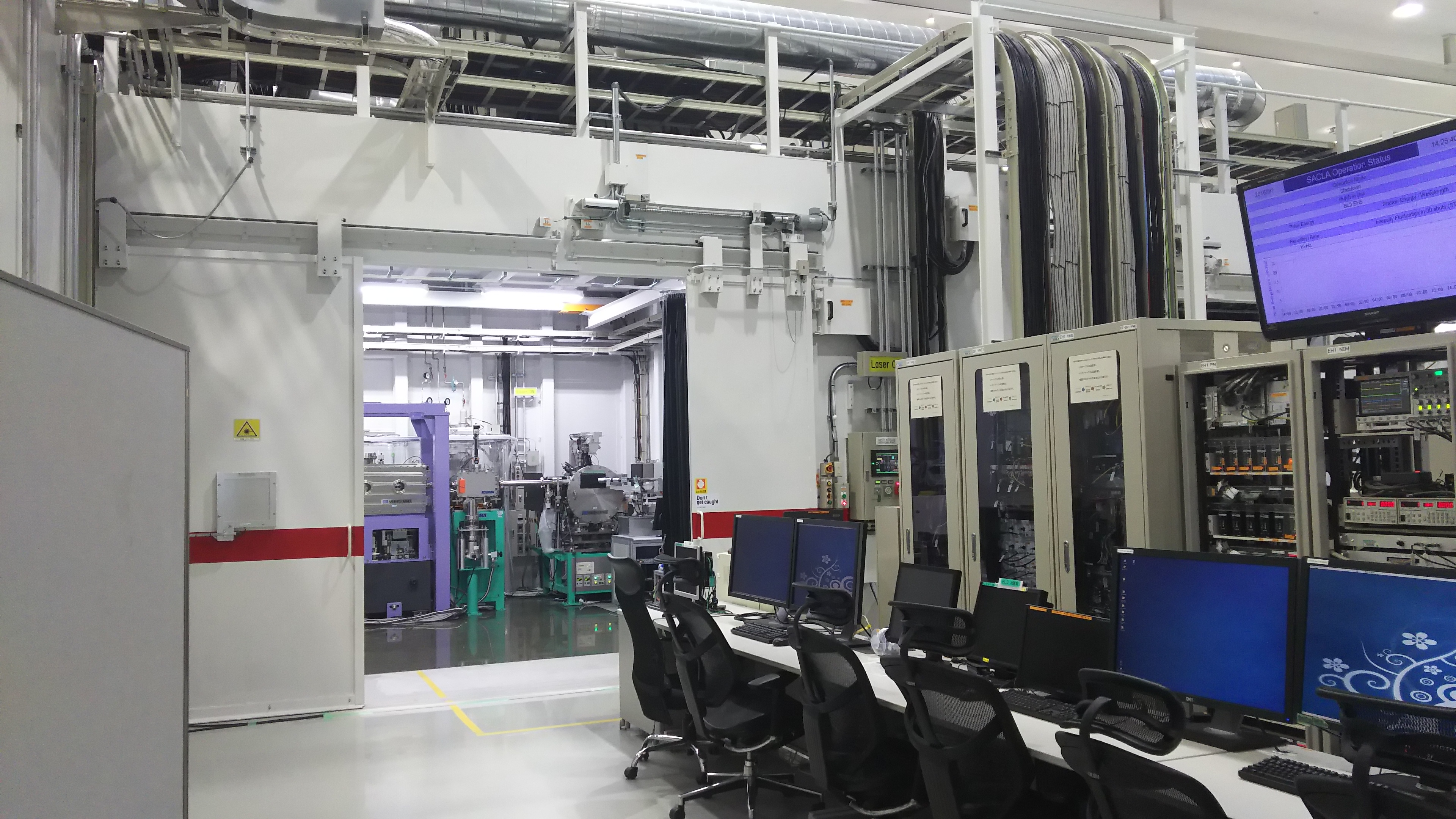
SACLA実験ハッチ（2016年5月）

XFEL施設は長さ400mの加速器棟、240mの光源棟、60mの実験研究棟の計700mからなり、さらにXFEL-SPring-8相互利用実験施設に繋がっている。加速器は128本の線型電子加速器であり、電子銃から発射された自由電子をSPring-8を超える8.4GeV（84億電子ボルト）まで加速可能である。光速近くに加速された自由電子を真空封止型アンジュレータ（光発生装置）に入射することにより、世界最短波長の0.063nm（0.63Å）のX線自由電子レーザーを100兆分の1秒（10フェムト秒）の短パルスで発振可能な性能を持つ。
同様のXFEL施設はアメリカ合衆国カルフォルニア州メンローパーク市のSLAC国立加速器研究所に建設されたLCLS（Linac Coherent Light Source：線形加速器コヒーレント光源、2009年12月稼動）、ドイツ連邦共和国ハンブルク市のドイツ電子シンクロトロン研究所（DESY）で建設中のEuropean XFEL（2017年稼動予定）等があるが、SACLAは波長性能でLCLSの最短波長0.12nm（1.2Å）を上回る。なお、European XFELは最短波長0.085nm（0.85Å）で計画されていたが、SACLAの成功を受けて、SACLAを上回る最短波長0.05nm（0.5Å）に設計修正されている。また、LCLSとEuropean XFELがそれぞれ全長2.0kmと3.4kmの非常に長大な施設なのに対し、SACLAは日本の独自技術によるダウンサイジングにより全長約700mとコンパクトになり、建設費も約388億円とLCLSの6.15億ドル（2012年時点の為替レートで約492億円）、European XFELの10.82億ユーロ（2012年時点の為替レートで約1,190億円）と比べて最小のコストで建設されている。

## 広報活動

### 一般公開
2009年4月26日の第17回SPring-8施設公開において一般向けに初公開され、その後、毎年4月頃に行われているSPring-8施設公開で一般公開されている。また、平日に限り15名以上での団体による予約見学ツアーも行われている。

### 特設サイト
2013年7月より、特設ウェブサイト「世界一小さいものが見えるX線レーザー ピコスコープ SACLA」で広報活動が行われている。ウェブサイトでは、SACLA公式キャラクター「ピコネコ」が各所に使用されているほか、コンテンツとして放射光科学総合研究センターの職員と北野武、富野由悠季、さかなクン、為末大との対談記事などが掲載されている。

### 播磨サクラ
播磨サクラ（はりまサクラ）は、SACLAの公式キャラクター。学習及び自己進化能力を持った人工生命体「G4型ピコドロイド」として設定されている。2013年にSPring‑8とSACLAの相互利用が開始されたことを受け、科学者・デザイナー等で構成された「project picodroid」チームによって企画・制作された。「未来光子 播磨サクラ」として、特設ウェブサイトでテレビアニメのオープニング風のWEBムービーが公開されている。播磨サクラの声（ナレーション）は声優の能登麻美子、アニメーション制作は神風動画、主題歌「pico scope -SACLA-」は、fripSideが担当している。